# Clathrina broendstedi
Clathrina broenstedi es una especie de esponja del género Clathrina del mar de Weddell en la Antártida. La especie fue nombrada en honor a Holger Brøndsted, un investigador danés de esponjas. Las únicas espículas presentes en esta especie sin triactinos.